# Verlag Peter Erd
Der Verlag Peter Erd war ein in München ansässiger Buchverlag in der Rechtsform einer GmbH. Er veröffentlichte seit 1984 Sachbuchtitel und Belletristik. Am 15. November 2000 bestellte das Amtsgericht München einen vorläufigen Insolvenzverwalter. Der Verlag wurde ab 3. Mai 2001 durch den Insolvenzverwalter Martin Manstein weitergeführt. 2004 erwarb Karl-Hans Schleicher die Firma und verbliebenen Rechte. 2009 stellte der Verlag seine Tätigkeit ein und wurde aus dem Handelsregister gelöscht.

## Geschichte und Programm
Das von dem Verleger Peter Erd gegründete Unternehmen arbeitete zunächst unter der Bezeichnung Verlag Das Besondere in Berg am Starnberger See, bevor die Umbenennung in Verlag Peter Erd und Niederlassung in München erfolgte. Ursprünglich war der Verlag auf Autoren aus der Neugeist-Bewegung und deren Umfeld konzentriert.
Im Lauf der Jahre wurde das Programm erweitert, wodurch sich unter den Titeln  Themen von der Ernährung über Ethnomedizin bis zu den Lebenserinnerungen der Ehefrau Roy Blacks fanden.
Wiederholt brachte Peter Erd zuerst Titel auf den deutschen Markt, die später in anderen Verlagen Erfolge erzielten, wie Der Alchimist von Paulo Coelho, der später im Diogenes Verlag erschien, und Mit Buddha das Leben meistern von Volker Zotz, der vom Rowohlt Verlag übernommen wurde.

## Autoren
- Frederick Bailes: Lebe schöpferisch. (2. Auflage) 1991, ISBN 3-8138-0152-7.
- Gudula Blau: Worte, die die Seele heilen. 2003, ISBN 3-8138-0146-2.
- Claude Bristol: Entdecke Deine mentalen Kräfte. 1993, ISBN 3-8138-0161-6.
- Joachim H. Bürger: Mann, bist Du gut. Was Männer den Frauen immer schon mal sagen wollten. 1990, ISBN 3-8138-0182-9.
- Paulo Coelho: Der Schatz der Pyramiden – oder die Reise ins Meister-Bewusstsein. 1991, ISBN 3-8138-0208-6.
- Sabrina Fox: Endlich aufgewacht. 1995, ISBN 3-8138-0374-0.
- Salama Inge Heinrichs: Körpersprache als Schlüssel zur Seele. 2004, ISBN 3-8138-1017-8.
- Ingfried Hobert: Heilungsgeheimnisse der Aborigines. 2000, ISBN 3-8138-0472-0.
- Vernon Howard: Durch mystische Weisheit zu kosmischer Kraft. 1985, ISBN 3-8138-0048-2.
- Penny McLean: Einsamkeit ist eine Sehnsucht. 1990, ISBN 3-8138-0164-0.
- Matthias Mala: Weisse Magie. 1999, ISBN 3-8138-0386-4.
- Ainslie Meares: Ängstige dich nicht – lebe und gewinne. Wie man Ängste abbaut, um glücklich zu leben. 1986, ISBN 3-8138-0051-2.
- Joseph Murphy: Die Kraft des schöpferischen Denkens. 1988, ISBN 3-8138-0135-7.
- Karl Heinz Richard Fürst von Sayn-Wittgenstein:  Operation Plutonium. 1996, ISBN 3-8138-0409-7.
- Harold Sherman: Die Kraft des Mentaltrainings. 1990, ISBN 3-8138-0176-4.
- Ronald Shone: Dein Ziel sehen und erreichen. 1988, ISBN 3-8138-0119-5.
- José Silva: Die Silva-Mind-Control-Methode für Führungskräfte. 1987, ISBN 3-8138-0061-X.
- Masaharu Taniguchi: 365 Schlüssel um ohne Angst zu leben. 1987, ISBN 3-8138-0018-0.
- Volker Zotz: Freiheit und Glück. Buddhas Lehren für das tägliche Leben. 1987, ISBN 3-8138-0090-3.

## Einzelbelege
1. ↑  Amtsgericht München, Az.: 1504 IN 1695/00
2. ↑  Amtsgericht München, Handelsregister HRB 144222, Eintragung vom 29. Oktober 2009: Löschungen
3. ↑  Jörg Linditsch: ABC des Schwarzkümmels. Heilanwendungen. 1997; derselbe: ABC des Apfelessigs.  2001, ISBN 3-8138-0461-5
4. ↑  Silke Höllerich: Roy Black: Wie er wirklich war. 1992, ISBN 3-8138-0257-4